# واریاسیون

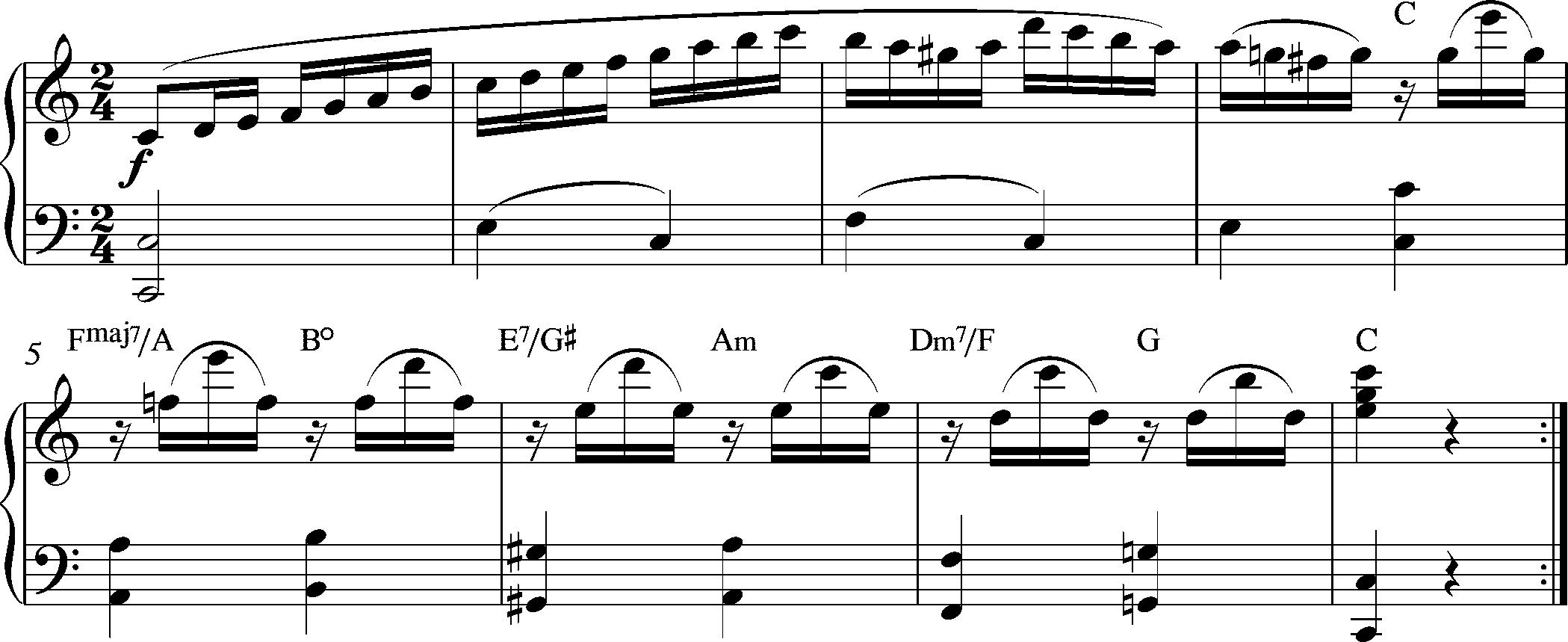
هشت معیار، تحلیل کلان، نت‌های ولفگانگ آمادئوس موتزارت، دوازده واریاسیون در مورد "Ah vous dirai-je, Maman" (Mozart)، واریاسیون‌ها.

واریاسیون (به فرانسوی: variation) در موسیقی، شیوهٔ پایه‌ای است که برمبنای تغییرات ملودی، هارمونی و کنترپوانی بنا شده‌است. ساده‌ترین شکل واریاسیون، مجموعه واریاسیون است. در این فرم آهنگسازی، دو یا چند قطعه را برمبنای زمینهٔ موسیقایی (تم) واحدی تصنیف می‌کنند که هر کدام از آن‌ها دارای بیان متفاوتی با دیگری است.

## فُرم واریاسیون
واریاسیون نمونهٔ خوبی است از موسیقی که با آن می‌توان معلوم داشت که شنونده به چه نوع تکرارهایی راغب است و چه نوع تکرارها را نمی‌پسندد. نباید تصور کرد که هر شنوندهٔ عادی، اول باری که یک قطعهٔ موسیقی به فُرم واریاسیون می‌شنود، آن را کاملاً درک می‌کند و می‌تواند در آن هر تغییری را از تغییرات دیگر متمایز سازد، ولی در هر حال دانستن طرح کلی یک قطعهٔ واریاسیون برای هر شنونده کمال ضرورت را دارد، چه بتواند تغییرات را از هم متمایز کند و چه نتواند. با داشتن مختصر اطلاعی، تشخیص‌دادن طرح کلی یک قطعهٔ واریاسیون، چه از آثار استادان قدیم و چه جدید، چندان مشکل نیست.

### دو توجیه مختلف از واریاسیون
این نکته را باید متذکر شد که کلمهٔ واریاسیون در موسیقی دو توجیه مختلف دارد و نباید آن دو را با هم اشتباه کرد.

توجیه اول واریاسیون یعنی تغییر تِم و آن در واقع رمز یا تمهیدی است که کاملاً به‌طور تصادفی صورت می‌گیرد. یعنی هر یک از عناصر چهارگانهٔ موسیقی که عبارت است از ریتم، ملودی، هارمونی و  تیمبر ممکن است مشمول این تغییر واقع گردد. این تغییر در فُرم قطعه نیز ممکن است اتفاق بیفتد و تفاوت نمی‌کند که آن قطعه به‌صورت سونات یا فوگ یا به فرم دیگر باشد. این تمهیدی است که مصنفان موسیقی از آن زیاد استفاده می‌کنند و اغلب از روی قوهٔ غریزه آن را به کار می‌برند.

نوع دوم واریاسیون به فُرم مخصوصی در موسیقی اطلاق می‌شود که تمام قطعاتی را که تحت این عنوان نوشته شده‌است شامل می‌گردد و در این قطعات واریاسیون فُرم اصلی را تشکیل می‌دهد.

### چند مثال از توجیهات واریاسیون
اصل و قاعدهٔ تغییردادن در موسیقی بسیار قدیمی است. به‌کاربردن این تمهیدات در موسیقی به‌اندازه‌ای طبیعی و بجاست که نمی‌توان نمونه‌ای از آثار موسیقی را یافت که این تمهیدات در آن لحاظ نشده باشد. در زمان پالسترینا و حتی قبل از او، که موسیقی آوازی در اوج ترقی خود بود، این اصل تغییردادن لحن از اصول عمدهٔ موسیقی به‌شمار می‌رفت. مثلاً یک مس در سدهٔ شانزدهم اغلب روی یک ملودی بنا می‌شد و این ملودی در قسمت‌های مختلفِ مس به فرم‌های گوناگون درمی‌آمد. اصل واریاسیون یا تغییر، ابتدا در ملودی به‌کار می‌رفت، ولی مصنفان انگلیسی در قرن شانزدهم این تمهید را در قسمت هارمونی آثاری که برای ساز می‌نوشتند، به‌تقریب به همین صورتی که امروزه معمول است به‌کار می‌بردند. مصنفان انگلیسی در به‌کاربردن این تمهید به‌قدری زیاده‌روی کردند که آثار ایشان به‌تدریج خسته‌کننده و ملال‌آور شد و نتوانست به‌صورت یک فرم به‌خصوصی معرفی شود؛ یعنی شیوهٔ معینی بیش نبود و ارزش هنری نیافته.